# Fort Randall
Le fort Randall est un poste militaire créé en 1856 pour aider à maintenir la paix sur « la Frontière », la ligne marquant la zone limite de l'implantation des populations d'origine européenne dans le contexte de la conquête de l'Ouest. Le fort est situé sur le côté sud de la rivière Missouri dans l'actuel comté de Gregory dans le Dakota du Sud, juste en dessous de l'emplacement actuel du barrage de Fort Randall.
Le site de la forteresse a été sélectionné en 1856 par le général William S. Harney. Le fort a servi comme un site stratégique sur le cours d'eau pour défendre deux lignes de transport dans le cadre des guerres indiennes. Il a fonctionné pendant 36 ans, jusqu'en 1892.
Il a été nommé d'après le colonel Daniel Randall, un officier de l'armée américaine qui a aussi servi comme Deputy Paymaster General of the Army (trésorier).